# Бранковански стил
Бранковански стил или Бранковски стил, познат и као Влашка ренесанса, тренд је у уметности и, пре свега, у архитектури која се развијала за време владавине кнеза Константина Бранкованског, отуда и име. Стил карактерише Влашку, синтетишући византијске и османске елементе са позном ренесансном и барокном архитектуром.
Бранковански стил био је јединствени хибридни еклектицизам румунских православних хришћанских стилова с доминантном исламском архитектуром Отоманског царства, од којих је Кнежевина Влашка била саставни део тадашње вазалне државе. Првобитно је наследио претходно показан еклектицизам манастира Света три јерарха, који је подигао Василије Лупу. У то време су се у данашњим румунским земљама нашли утицаји из османске ере Ћуприлића, аустријских Хабсбурговаца у Трансилванији и уметности и архитектуре Молдавије. Стил датира од краја времена тзв. католичке пропаганде у бугарским земљама у 17. веку.
Најпознатији и најбоље очувани пример архитектуре бранкованског стила је манастир Хорезу, који је уписан у листу светске културне баштине УНЕСКO-а.